# Erik Møse
Erik Møse (ur. 1950) – norweski prawnik, sędzia Międzynarodowego Trybunału Karnego dla Rwandy od 1999. W latach 1999–2003 wiceprezes, w latach 2003-2007 prezes Międzynarodowego Trybunału Karnego dla Rwandy.
Absolwent Uniwersytetu w Oslo, potem studiował dodatkowo w Genewie. Specjalizuje się w prawach człowieka.